# カプロニ Ca.335
カプロニ Ca.335
カプロニ Ca 335 マエストラーレ/SABCA S.47
- 用途：戦闘爆撃機、偵察機
- 設計者：チェザーレ・パラヴァチーノ
- 製造者：カプロニ/SABCA
- 初飛行：1939年2月16日
- 生産数：1機

カプロニ Ca.335（Caproni Ca 335 Maestrale、マエストラーレ）は、1930年代のイタリアの戦闘爆撃機/偵察機である。本機はベルギーのSABCA社でSABCA S.47としてライセンス生産することを前提としたベルギー空軍の要求に応じてカプロニ社が設計した。1機のみが製作されただけで、1940年5月のドイツのベルギー侵攻により生産計画は中止された。

## 設計と開発
1937年10月にベルギーの航空機メーカーのSABCA社はイタリアの航空機メーカーのカプロニ社と特定市場でSABCA社がカプロニ Ca 135、Ca 310、Ca 312といったカプロニ社製軍用機を各々SABCA S.45bis、S.46、S.48という名称で販売する協定を結んだ。この協定の一環としてカプロニ社は、ベルギー空軍が複座戦闘機と偵察機として使用していたが時代遅れとなっていたフェアリー フォックス複葉機の代替機種の開発を行うことになった。
このSABCA社向けの新型機カプロニ Ca.335 マエストラーレの設計作業は、主任技師のチェザーレ・パラヴァチーノに任され、パラヴァチーノは自身の以前の作であるA.P.1攻撃機を基にCa.335を設計した。Ca.335は鋼管に金属外皮を張った胴体に木製と羽布張りの主翼という混合構造の片持ち式低翼単葉機であり、1基のイスパノ・スイザ 12Ycrs V型12気筒エンジンを搭載していた。油圧作動の引き込み可能な尾輪式降着装置を備え、主脚は後方へ向けて主翼下面に引き込められた。パイロットと偵察員はコックピットの中で各々独立してかなり離れて座り、偵察員は1丁の機関銃を、パイロットはプロペラハブを貫通する20 mm イスパノ・スイザ HS.404 モーターカノンと主翼に装備した2丁の機関銃を発射した。小型の爆弾倉には2発の50 kg (110 lb)爆弾を収納し、更に10発の10 kg (22 lb)爆弾を主翼下に懸架することができた。
カプロニ社のポンテ・サン・ピエトロ工場で製作されたCa 335の試作機は1939年2月16日に初飛行を行い、その後分解されて列車でブリュッセルのSABCA社の工場に送られた。再組立て後の9月19日に再度飛行し、初期のテストが成功したことでSABCA社はCa 335のライセンス生産権を購入した。新たにSABCA S.47と命名された機体はベルギー国防省の当局者や多くのその他の国々の代表に披露された。S.47に感銘を受けたベルギー空軍は24機を発注したが、SABCA社の工場はベルギー空軍とフランス向けの41機のブレゲー 693とフランス向けの10機のコールホーフェンFK58の注文で多忙であったために正式な発注は遅れた。
1940年3月14日にオルレアンで試作機がフランス空軍へ披露されている時に着陸時の些細な事故で損傷したが、ドイツのフランスとベルギーへの侵攻により修復はされず、SABCA社での生産計画も頓挫した。試作機のS.47は6月13日に進撃してきたドイツ軍に鹵獲された。カプロニ社がこのS.47を修復しようと試みたがこれは不首尾に終わり、機体は1943年までフランス国内に留め置かれ、最終的には廃棄処分にされた。

## 運用
ベルギー
- ベルギー空軍

## 要目 (S.47)
出典: War Planes of the Second World War: Volume Seven Bombers and Reconnaissance Aircraft 
諸元
- 乗員: 2
- 全長: 10.6108 m （34 ft 9.75 in）
- 全高: 3.20 m （10 ft 6 in）
- 翼幅: 13.2017 m（43 ft 3.75 in）
- 翼面積: 23.80 m2 （256.2 ft2）
- 空虚重量: 2,250 kg （4,960 lb）
- 運用時重量: 3,240 kg （7,143 lb（偵察任務時））
- 有効搭載量: kg （lb）
- 最大離陸重量: 3,350 kg （7,385 lb）
- 動力: イスパノ・スイザ 12Ycrs 液冷 V型12気筒エンジン、640 kW （860 hp（離昇））   × 1

性能
- 超過禁止速度: km/h （kt）
- 最大速度: 501 km/h （270 kn） 311 mph at 4,200 m (13,780 ft)
- 巡航速度: km/h （kn） mph
- 失速速度: km/h （kt）
- フェリー飛行時航続距離: km （海里）
- 航続距離: 1,576 km （851 nmi） 979 mi at 4,000 m (13,120 ft) （偵察任務時）
- 実用上昇限度: 9,501 m （31,170 ft）
- 上昇率: 2,000 m (6,650 ft) in 3 min 30 sec （6,000 m (19,685 ft) in 15 min 20 s）
- 離陸滑走距離: m （ft）
- 着陸滑走距離: m （ft）
- 馬力荷重（プロペラ）: kW/kg （lb/hp）

武装
- 固定武装: **1 × 20 mm イスパノ・スイザ HS.404（モーターカノン）

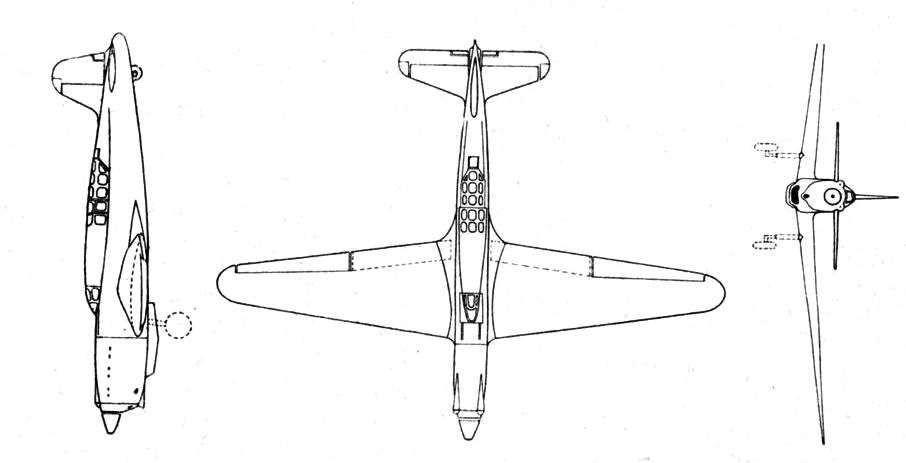
S.47

  - 2 × 7.62 mm FN ブローニング機関銃（主翼）
  - 1 × 7.62 mm FN ブローニング機関銃（後部座席）
- 爆弾: 200 kg (440 lb)（主翼下と胴体下）